# ونکیتنگو
ونکیتنگو (به انگلیسی: Venkitangu) یک روستا در هند است که در Thrissur district واقع شده‌است.

## خصوصیات
ونکیتنگو ۱۱٬۶۸۰ نفر جمعیت دارد.